# Plainview (Tennessee)
Plainview es una ciudad ubicada en el condado de Union en el estado estadounidense de Tennessee. En el Censo de 2010 tenía una población de 2.125 habitantes y una densidad poblacional de 126,13 personas por km².

## Geografía
Plainview se encuentra ubicada en las coordenadas 36°10′52″N 83°47′36″O / 36.18111, -83.79333. Según la Oficina del Censo de los Estados Unidos, Plainview tiene una superficie total de 16.85 km², de la cual 16.85 km² corresponden a tierra firme y (0%) 0 km² es agua.

## Demografía
Según el censo de 2010, había 2.125 personas residiendo en Plainview. La densidad de población era de 126,13 hab./km². De los 2.125 habitantes, Plainview estaba compuesto por el 96.89% blancos, el 0.38% eran afroamericanos, el 0.38% eran amerindios, el 0.19% eran asiáticos, el 0.05% eran isleños del Pacífico, el 0.89% eran de otras razas y el 1.22% pertenecían a dos o más razas. Del total de la población el 2.12% eran hispanos o latinos de cualquier raza.